# Посадник
Посадник — назва посад:
- Намісник князя у землях, що входили до складу Київської держави у X—XII ст. Посадник, управляючи певною областю, був зобов'язаний збирати й доставляти князю данину[1]. Вперше згадується в «Повісті минулих літ» під 977, коли у боротьбі за владу з братом Володимиром Святославичем київський князь Ярополк Святославич «посадив посадників своїх у Новгороді». Володимир Святославич, князюючи в Києві, посадив своїх синів (які виконували функції посадників) у містах по всій підвладній йому території, при цьому округи навколо нових адміністративних центрів не збігалися з теренами племен літописних. А князі останніх втратили владу. Посадниками бували не лише родичі князів, а й бояри, як-то Ратибор;

- Вища державна посада у Новгородській (XII—XV ст.) і Псковській (XIV—XVI ст.) республіках до їх завоювання Московським князівством. Обирався вічем з середовища бояр і був головою державної адміністрації та суду. Посадник командував військом, контролював князя, очолював військовий суд тощо.

Перші звістки про посадників у Новгороді починаються з легендарного Гостомисла, котрий начебто був посадником у IX ст. Наступним у вміщених у Новгородських літописах списках посадників був Костянтин Добринич, який 1018 не дозволив князю Ярославу Мудрому втекти за море після поразки у війні з князем Святополком Ярополчичем. Історики вважають, що посадники в Новгороді з'явилися незабаром по його заснуванні в середині X ст. Інститут посадників був ліквідований у Новгороді у 1478 році внаслідок падіння боярської республіки й підкорення її великому князю московському Івану III Васильовичу.

#### Види посадників
За впливовістю посадництво мало два рівні: посадництво синів (племінників) великого князя і посадництво мужів останнього. Представники першого рівня були більш самостійними у своїй діяльності, другого – більше залежали від князя. Кістяк Руської держави базувався на першому рівні посадництва (головне місто – великі міста), що і визначило її рихлість як політичного утворення. Другий рівень переважав у більш дрібних структурах (великі міста – малі міста), які відзначалися більшою міцністю. Посадництво могло бути як "сидячим", так і "рухомим". Причому "походники", в силу своєї більшої прив'язаності до центральної влади, більш тісніше "зв'язували" місця і центр. "Стаціонарне" ж посадництво у перспективі могло викликати сепаратистські тенденції. Особливістю князівської адміністрації в особі мужів-посадників було те, що вона, по-перше, у великій мірі залежала від князя, а, по-друге, її функціональна діяльність була непостійною, так як князь міг безпосередньо брати на себе виконання їхніх функцій. Протягом кін. ІХ – поч. ХІІ ст. прослідковуються основні шість функцій руських посадників: фіскальна, військова, судова, поліцейська, релігійна та будівнича.